# Caso Saúl Luciano contra RWE
El caso Saúl Luciano contra RWE es un caso de demanda por justicia climática contra la multinacional energética alemana Rheinisch-Westfälisches Elektrizitätswerk (RWE) por su responsabilidad en los deshielos de los glaciares por los efectos del calentamiento global antropogénico en la Cordillera Blanca en Perú que amenazan con desbordar la laguna de Palcacocha ocasionando la pérdida de vidas humanas y materiales en la ciudad y provincia de Huaraz.
El 24 de noviembre de 2015 Saúl Luciano inició la demanda ante el Juzgado de Primera Instancia en Essen contra la transnacional energética RWE siendo desestimado el 15 de diciembre de 2016. 
En enero de 2017 se inició la apelación ante el Tribunal Superior de Justicia de Hamm. El 13 de noviembre de 2017 el tribunal decidió admitir la demanda de Saúl Luciano contra la transnacional alemana.

## Antecedentes
El 13 de diciembre de 1941 un aluvión generado por un desborde violento de la laguna glaciar Palcacocha destruyó una tercera parte de la ciudad de Huaraz, Perú, generando la pérdida de 1800 vidas humanas.
Desde 1990 hasta el 2010, en menos de 20 años, el volumen de agua en la laguna Palcacocha se incrementó 34 veces hasta llegar a la cantidad de 17 millones de m³ debido a los rápidos cambios ambientales que afectan a los ecosistemas de montaña en todo el mundo. Palcacocha se encuentra ubicada en la Cordillera Blanca a una elevación de 4 562 m s.n.m., justo bajo las cumbres de los nevados Palcaraju (6,274 m) y Pucaranra (6,156 m); montañas glaciares en retroceso glaciar.
Un estudio del 2014 de la Universidad de Texas en Austin desarrolló dos escenarios posibles en caso de un nuevo desborde de la laguna:
- Escenario sin Sistema de Alerta Temprana: 19773 fatalidades en Huaraz con una desviación estándar de 1191
- Escenario con Sistema de Alerta Temprana: 7344 fatalidades en Huaraz con una desviación estándar de 1446

La laguna de Palcacocha ha sido declarada en estado de emergencia por el gobierno regional de Áncash el 2010 y el gobierno peruano el 2011 y 2014.
El 2013 el Climate Accountability Institute y el Carbon Disclosure Project emitieron un informe en donde se estableció que la transnacional alemana RWE, la empresa europea más grande en contribución en CO2, es responsable por el 0.5% de las emisiones de gases de efecto invernadero globales. Otro estudio de las mismas firmas estableció que el 71% de las emisiones globales de gases de efecto invernadero desde 1988 fueron producidas por solo 100 compañías de energía, incluida RWE. Un estudio realizado en 2014 por Greenpeace y el Programa de Justicia Climática determinó que la RWE ha generado el 0,47 % de las emisiones que afectan al clima desde el inicio de la industrialización.
El 13 de marzo de 2015 Saúl Luciano Lliuya envió una carta a RWE exigiendo que la firma alemana cubra el 0.5% de los costos para proteger a la población de la provincia de Huaraz ante la amenaza de aluvión generada por el deshielo de los glaciares.

## Demanda contra RWE

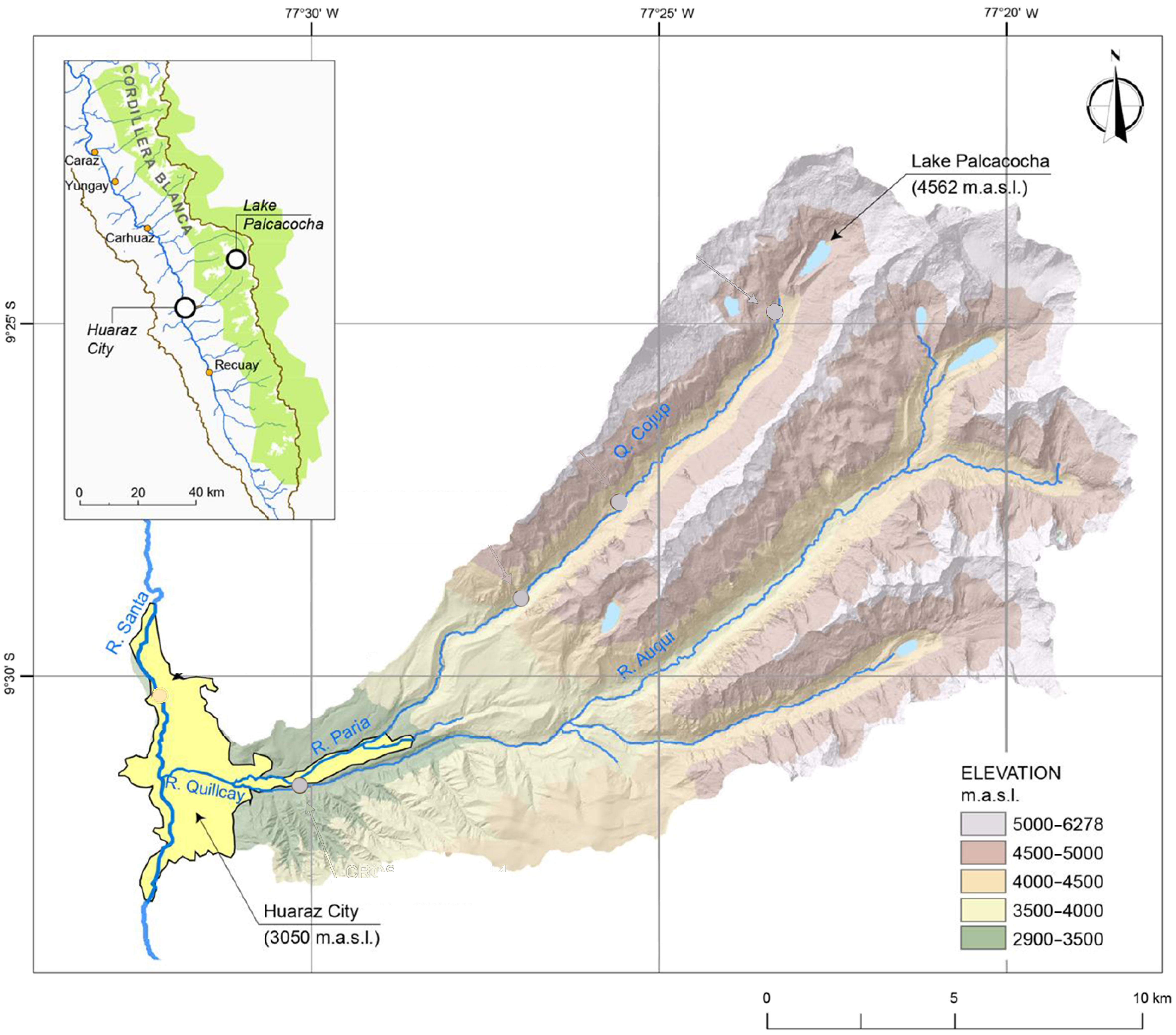
Mapa de la subcuenca del Quillcay, incluyendo a la ciudad de Huaraz y a la laguna Palcacocha (basada en un modelo digital de elevación).

### Demanda en Essen del 2015
El 24 de noviembre de 2015 Saúl Luciano inició una demanda ante el Juzgado de Primera Instancia en Essen contra la transnacional energética RWE con el apoyo y asesoramiento de la ONG alemana Germanwatch, de la Fundación para la Sostenibilidad (en alemán, Stiftung Zukunftsfähigkeit) y su abogada, Roda Verheyen. La demanda hace uso de un principio del Código Civil Alemán que establece que si estás haciendo algo que causa daños a la propiedad de otra persona, incluso si es legal, debes detener lo que estás haciendo o asumir la responsabilidad de prevenir el daño.

### Desestimación del caso el 2016

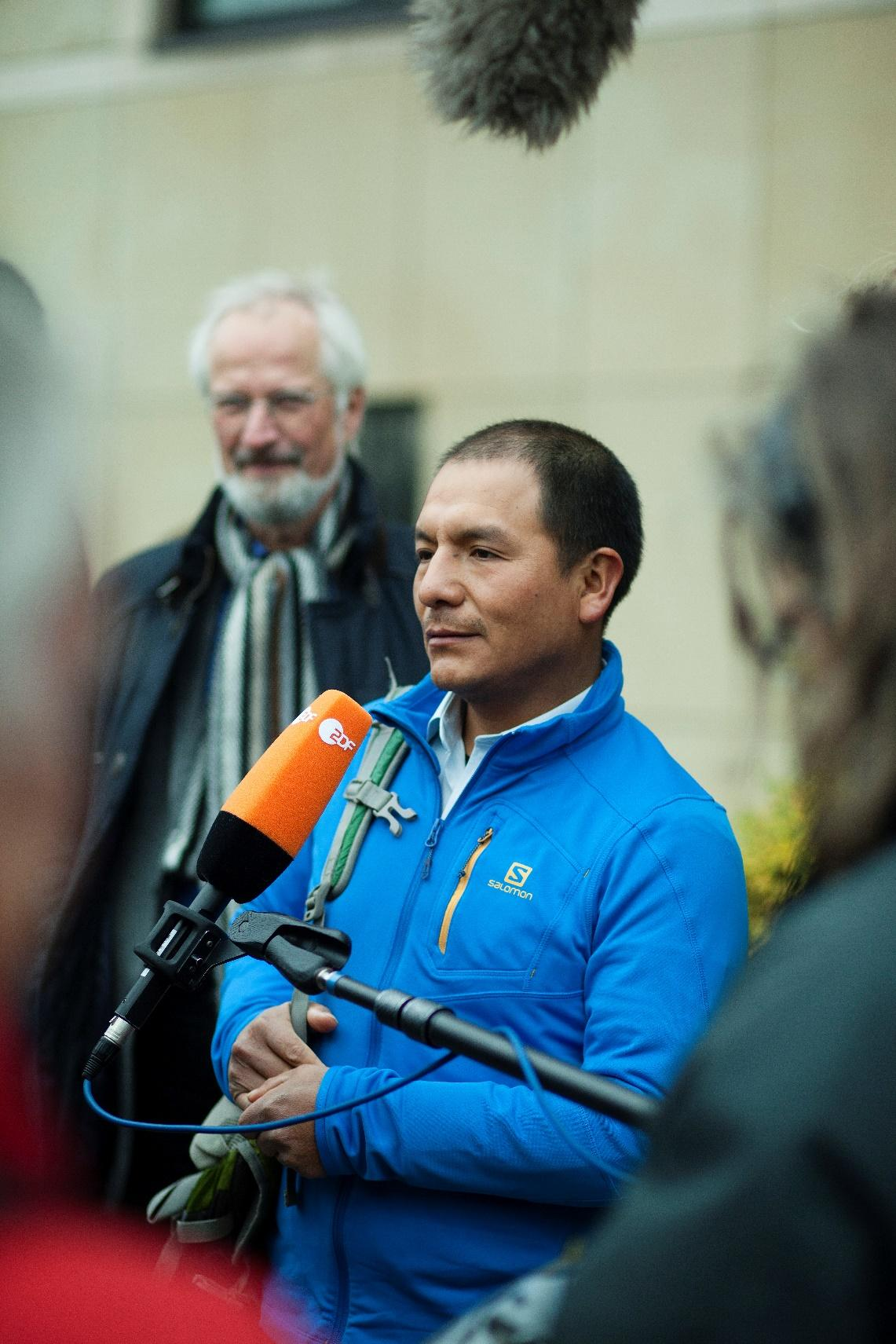
Saúl Luciano en Essen, Alemania, en noviembre de 2016.

El caso fue desestimado por el juzgado de Essen el 15 de diciembre de 2016. La corte se pronunció de la siguiente manera:

Diesen Antrag sehen die Richter als zulässig, aber unbegründet an. Sie haben dabei ausdrücklich offen gelassen, ob die vom Kläger behauptete Flutgefahr besteht. Eine Flutgefahr wäre je-denfalls der RWE AG nicht individuell zuzuordnen. Denn es gebe zahllose Emittenten, die Treibhausgase freisetzten. Wenn diese Gase in einem komplexen Naturprozess eine Klimaänderung hervorriefen, lasse sich keine lineare Verursachungskette zwischen der Quelle der Treibhausgase und dem Schaden aus-machen. Die RWE AG sei damit nicht als sog. „Störer" im Rechtssinne einzuordnen.
Mögliche Rechtsmittel
Der Kläger kann gegen das Urteil Berufung einlegen. Zuständiges Berufungsgericht ist das Oberlandesgericht Hamm.
Los jueces consideran que esta solicitud es admisible, pero infundada. Dejaron explícitamente abierto si existía el riesgo de inundación reclamado por el demandante. Un riesgo de inundación nunca se asignaría individualmente a RWE AG. Porque hay innumerables emisores que liberan gases de efecto invernadero. Si estos gases produjeran el cambio climático en un proceso natural complejo, no podría haber una cadena de causa lineal entre la fuente de gases de efecto invernadero y el daño. RWE AG, por lo tanto, no está clasificado como un "perturbador" en el sentido legal.
Remedios posibles
El demandante puede apelar el veredicto. El tribunal de apelación competente es el Tribunal Regional Superior de Hamm.
Comunicado de Prensa, Juzgado de Primera Instancia, LG Essen
Essen, Alemania, 15 de diciembre de 2016.

En enero de 2017 se inició la apelación ante un tribunal superior.

### Apelación en Hamm del 2017
El 13 de noviembre de 2017 el Tribunal Superior de Justicia de Hamm decidió admitir la demanda de Saúl Luciano contra la transnacional alemana. Ante este hecho, la firma alemana declaró que la demanda es "injustificada" e "inaceptable" porque no puede hacerse a una sola compañía responsable del calentamiento global. El tribunal emitió el siguiente comunicado:

Según el Senado, la acción es admisible y está justificada de manera concluyente por la principal solicitud del demandante. En su solicitud principal, el demandante solicitó que se determinara la obligación del reembolso prorrateado de los gastos por medidas de protección a favor de su propiedad. Es de acuerdo con el sistema legal que incluso aquellos que actúan legalmente deben ser responsables por los daños a la propiedad causados por ellos. Ese concepto legal fundamental también se aplica a los argumentos de las partes en el presente caso. Según la decisión del Senado, la evidencia debe ser proporcionada por informes de expertos. La evidencia cubrirá los siguientes problemas:
1. Como resultado del aumento significativo en la expansión y el volumen de agua de la laguna de Palcacocha, existe una grave amenaza de inundación y / o deslaves en las parcelas de tierra debajo de la laguna glaciar.
2. a) Las emisiones de CO2 liberadas por las plantas de energía del demandado se elevan a la atmósfera y conducen a una mayor densidad de gases de efecto invernadero debido a las leyes físicas en toda la atmósfera de la Tierra.
b) La densificación de las moléculas de gases de efecto invernadero produce una reducción de la radiación térmica global y un aumento de la temperatura global.
c) Como resultado del aumento local resultante de las temperaturas promedio, la fusión del glaciar Palcaraju se acelera; el glaciar pierde su tamaño y se retira, el volumen de agua de la laguna de Palcacocha se eleva a un nivel que no puede ser sostenido por la morrena natural.
d) La parte de corresponsabilidad del demandado en la cadena causal indicada en a) a c) es medible y calculable.
Comunicado de Prensa,  Tribunal Superior de Justicia, OLG Hamm
Hamm, Alemania, 13 de noviembre de 2017.

### Declaración de RWE en 2019
A fines de abril de 2019 la transnacional RWE emitió un comunicado oficial anunciando que no iba a construir más centrales térmicas en base a la quema de carbón e invertiría en energías renovables:

En el futuro, RWE se centrará en la generación de electricidad a partir de fuentes de energías renovables. En consecuencia, la compañía ya no invertirá en nuevas centrales eléctricas de carbón.
Comunicado de Prensa, RWE
Essen, Alemania, 26 de abril de 2019

### Estudio de 2021
Un estudio relacionado con la demanda publicado en febrero de 2021 en la revista académica Nature Geoscience, concluyó que:

"es prácticamente seguro, con una probabilidad superior al 99%, que el cambio climático inducido por el ser humano haya causado el retroceso del glaciar Palcaraju, en los Andes peruanos, lo que ha aumentado el riesgo de inundaciones en la ciudad de Huaraz.

La investigación liderada por Rupert Stuart-Smith de la Universidad de Oxford afirma «que el calentamiento global causado por el hombre es directamente responsable de la amenaza de una inundación devastadora en Perú que es objeto de una demanda contra la empresa de energía alemana RWE».

### Visita de campo en 2022
En mayo de 2022 un grupo de jueces, abogados y peritos alemanes viajó a Huaraz para visitar la ciudad de Huaraz y la laguna Palcacocha.Tomaron muestras de agua de la laguna e hicieron tomas con un dron. A partir de la visita los especialistas deben elaborar un informe para determinar si existe un riesgo de alud que ponga en peligro la forma de vida del demandante.

### Audiencia de 2025
El lunes 17 y miércoles 19 de marzo se llevó a cabo la primera audiencia oral en el Tribunal Regional Superior de Hamm. Estuvieron presentes Saúl Luciano, la abogada Roda Verheyen y la abogada y funcionaria legal de Germanwatch, Francesca Mascha Klein. Esta última declaró a los medios que la pregunta central de esta primera audiencia fue «¿hasta qué punto está amenazada la propiedad del demandante por una posible ola de inundaciones debido a los desprendimientos de rocas o avalanchas que caigan en el lago glaciar Palcacocha?». Si el tribunal determina que existe un riesgo jurídico significativo, el proceso avanzará a la siguiente fase, en la que se evaluará en qué medida el cambio climático y, en particular, las emisiones de CO₂ de RWE han contribuido a dicho riesgo. Por el contrario, si se concluye que Lliuya no está lo suficientemente afectado, la demanda será desestimada. El tribunal deberá emitir una decisión el lunes 14 de abril.